# Asimov (cràter marcià)
|  | Per a altres significats, vegeu «Asimov (desambiguació)». |

El Cràter Asimov és un cràter d'impacte al quadrangle Noachis de la regió Noachis Terra (MC-27) del planeta Mart, localitzat a 47.0° S 355.05° O o també 46.7° S 4.9° O. La col·lisió va causar una obertura de 84 km de diàmetre.
El 4 de maig de 2009 la Unió Astronòmica Internacional (UAI), va aprovar concedir el nom d'un cràter de Mart al cèlebre escriptor Isaac Asimov (1920–1992).

## Morfologia
Presenta una inusual morfologia del sòl del cràter. En algun moment després que es formés el cràter, l'interior es va omplir de materials que arribaven gairebé fins a la part superior de la vora del cràter. Posteriorment, es van formar depressions profundes al llarg de la vora interna del cràter. Els canals disseccionen ambdós costats d'aquestes depressions. Es desconeix tant el mecanisme que va permetre que s'omplís el cràter com de la formació de les depressions. Altres dos cràters propers també tenen pisos i depressions interiors.

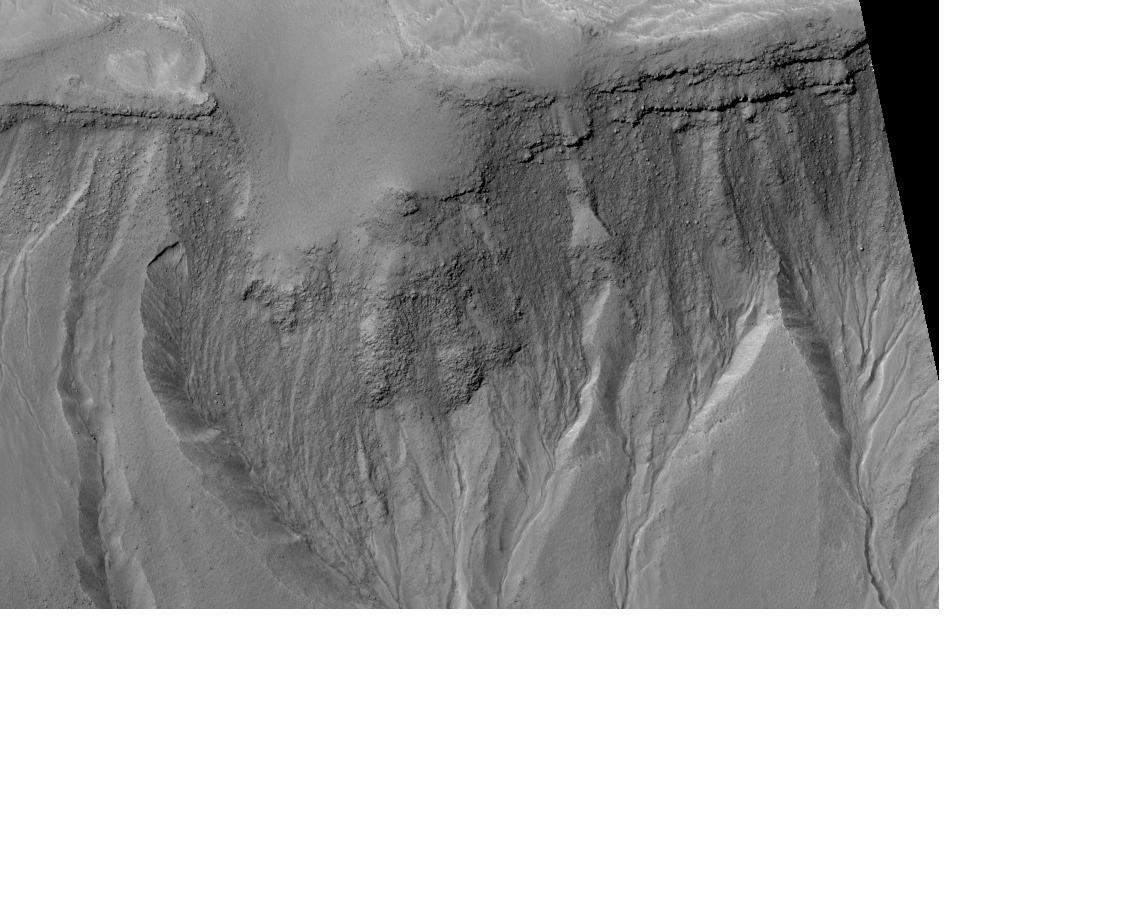
Diferents corriments de terra al cràter Asimov (vist des del HiRISE).
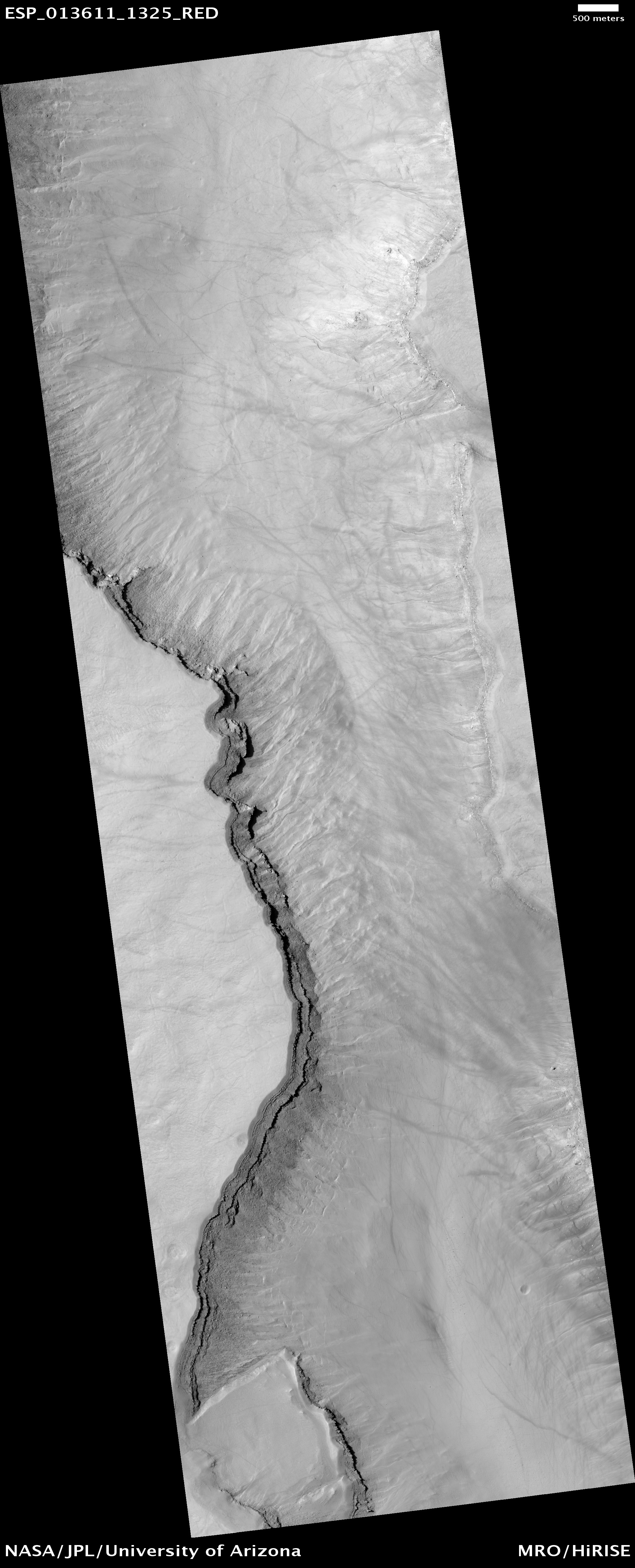
Diferents capes al pendent oest del cràter Asimov (vist des del HiRISE).
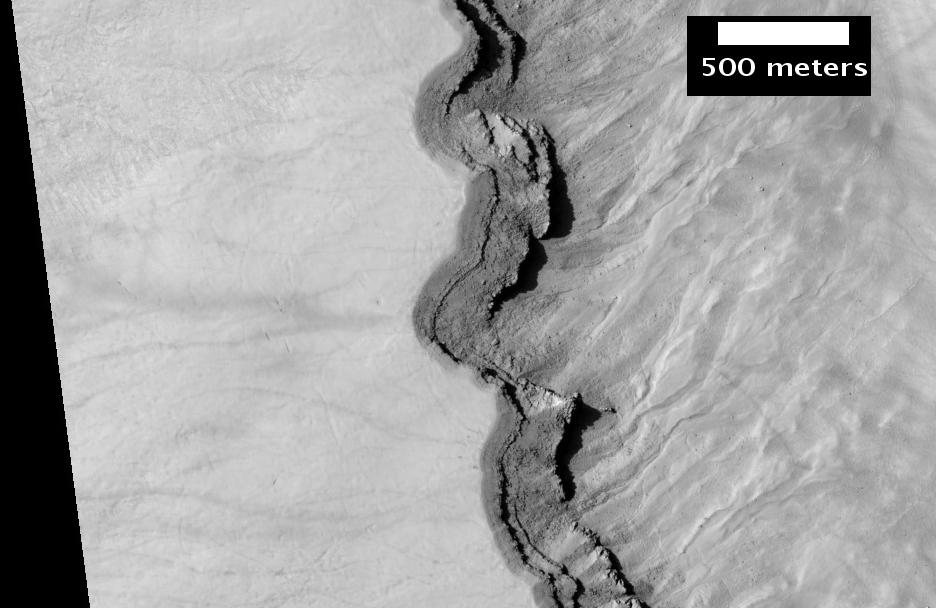
Primer pla de les capes del terreny en el pendent oest del cràter. Les ombres mostren els alers. Algunes de les capes són més resistents a l'erosió i per això en sobresurten. Imatge des del HiRISE.
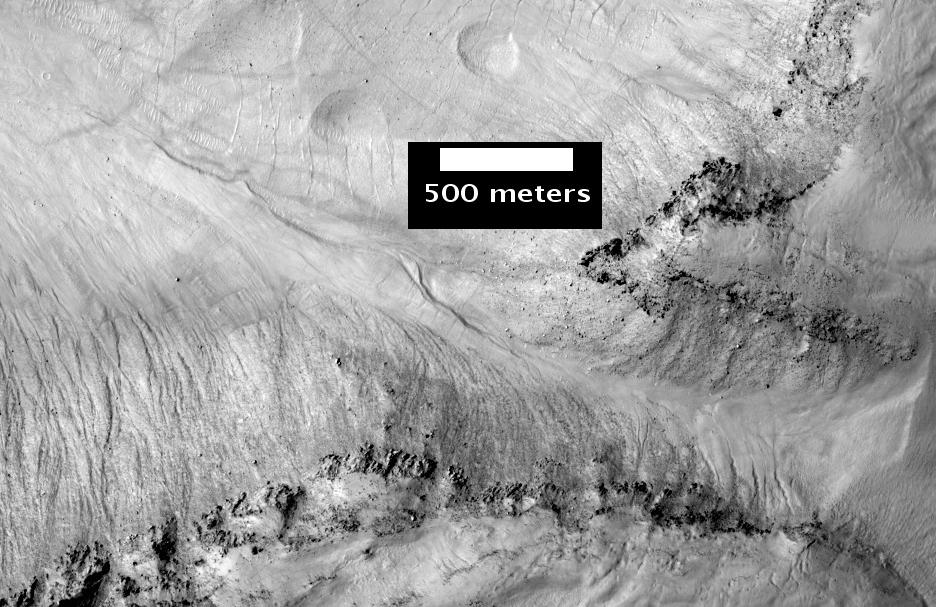
Vessant est del pou central del cràter Asimov (vist des del HiRISE). Feu click a la imatge per veure amb més detall les característiques del barranc.

## Barrancs a Asimov
Asimov conté molts barrancs. Els barrancs marcians són xarxes petites i incises de canals estrets i els seus dipòsits de sediments situats al baix pla, que es troben al planeta de Mart. S'anomenen així per la seva semblança amb els barrancs terrestres. Van ser descoberts per primera vegada a les imatges del Mars Global Surveyor, es troben en pendents escarpats, especialment a les parets dels cràters. Normalment, cada barranc té una alcova dendrítica a la seva capçalera, en forma de ventall a la seva base, i un sol fil de canal incís que uneix els dos, donant a la gola completa una forma de rellotge. Es creu que són relativament joves, ja que tenen pocs cràters. També es troba una subclasse de barrancs tallats a les cares de dunes que també es consideren força joves. Sobre la base de la seva forma, aspectes, posicions i localització entre i aparent interacció amb les característiques que es creu que són riques en gel d'aigua, molts investigadors van creure que els processos de tallar els barrancs impliquen aigua líquida. Tanmateix, això continua sent un tema de recerca activa. Tan aviat com es van descobrir barrancs, els investigadors van començar a imaginar moltes gavines una vegada i una altra, buscant possibles canvis. El 2006, es van trobar alguns canvis. Més tard, amb més anàlisi es va determinar que els canvis podrien haver-se produït per fluxos granulars secs en lloc de ser impulsats per l'aigua que flueix. Amb observacions continuades, es van trobar molts més canvis al cràter de Gasa i d'altres. Amb observacions més repetides, s'han trobat cada cop més canvis; ja que els canvis es produeixen a l'hivern i a la primavera, els experts solen creure que els barrancs es formaven a partir del gel sec. Les imatges abans i després demostraven que el calendari d'aquesta activitat coincidia amb les gelades estacionals de diòxid de carboni i les temperatures que no haurien permès l'aigua líquida. Quan la gelada seca canvia a un gas, pot lubricar el material sec per fluir, especialment en pendents escarpats.